# پریان (صحنه)
پریان (به کُردی:په‌ریان) روستایی در بخش دینور از شهرستان صحنه استان کرمانشاه است. این روستا که در ۶۳ کیلومتری شهرستان صحنه قرار دارد، یکی از اجزای دهستان کندوله به‌شمار می‌رود.
این روستا در دامنه کوهی است که نامش پشت پری (پشت پریان) بوده و جزء دهستان کندوله است. مردم این روستا به زبان اورامی که یکی از گویش‌های کهن ایران کوردی است سخن می‌گویند. روستای پریان همراه با روستاهای کندوله و شریف‌آباد تنها روستاهایی در منطقه دینور هستند که اهالی آنها به زبان اورامی سخن می‌گویند. ریشه نام این روستا را برگرفته از واژه هورامی «پر» (par) به معنی «سرشار» و همچنین «یانه» yāne دانست که در زبان هورامی به معنی خانه است.
روستای پریان در دامنه کوه پشت پری و در جنوب غرب کوه بزرگ زران بود. این روستا در شمال غرب دشت بزرگ دینور قرار گرفته‌است.
بیشتر باغهای این روستا در جنوب غرب آن واقع گردیده و معروف‌ترین آنها به نام‌های «مزره» (مزرعه) و «نیساره» که برگرفته از نام باستانی نیسا nisā به معنی «آرامشگاه پایین» می‌باشد. سریال نون خ در این منطقه فیلمبرداری شده.

## نگارخانه

تنه یک درخت توت بزرگ که در میانه روستا قرار گرفته‌است
نمایی از روستای پریان که از زاویه جنوب غربی
نمایی از روستای پریان از زاویه جنوب شرقی و از فاصله یک کیلومتری
بخشی از خانه‌های روستای پریان